# Harry Mönch
Harry Mönch (* 25. Januar 1925 in Berlin) ist ein ehemaliger deutscher Gewerkschafter (FDGB) und Politiker (SED). Er war Vorsitzender des Bezirksvorstandes Frankfurt (Oder) des FDGB, Vorsitzender des Bezirkswirtschaftsrates und Vorsitzender des Rates des Bezirkes Frankfurt (Oder).

## Leben
Mönch, Sohn eines Gießereiarbeiters und einer Arbeiterin, besuchte die Volks- und die Berufsschule in Berlin. 1939/40 war er Landjahrpflichtiger im Rheinland, anschließend von 1940 bis 1942 Junghelfer bei der Deutschen Reichsbahn in Berlin. 1942 arbeitete er als kaufmännischer Angestellter in Berlin, bevor er zum Reichsarbeitsdienst  eingezogen wurde. Von November 1942 bis Mai 1945 musste er Kriegsdienst bei der Wehrmacht leisten. Er geriet als Unteroffizier in US-amerikanische Kriegsgefangenschaft, die er von Mai bis Juni 1945 im Lager Mauerkirchen in Oberösterreich verbrachte.
Nach seiner Entlassung kehrte Mönch nach Deutschland zurück und war zunächst 
1945/46 als Hilfsschlosser in Bietigheim in Württemberg tätig, dann 1946/47 als Transportarbeiter in Berlin. 1947/48 wurde er in Berlin zum Mechaniker umgeschult. Ab Januar 1949 war er Arbeitsgebietsleiter der IG Metall in Falkensee. Im Juli 1949 trat er der SED bei. 1949 besuchte er für dreieinhalb Monate die Landesgewerkschaftsschule des FDGB in Belzig. 1949/50 war er Instrukteur und Abteilungsleiter für Arbeit und Löhne im Landesvorstand Brandenburg der IG Metall in Potsdam. 
1950 besuchte Mönch sechs Monate lang die Bundesschule des FDGB in Bernau bei Berlin. Von 1950 bis Juli 1952 fungierte er als Sekretär des Sekretariates und Leiter der Abteilungen Arbeit/Löhne und Soziales im Landesvorstand des FDGB in Potsdam. Von August 1952 bis Juni 1960 war er Vorsitzender des Bezirksvorstandes Frankfurt (Oder) des FDGB, von August 1952 bis Juli 1969 gehörte er als Abgeordneter dem Bezirkstag Frankfurt (Oder) an. Von 1955 bis 1963 war er Kandidat des Bundesvorstandes des FDGB.
Zwischen 1954 und 1960 absolvierte er ein Fernstudium an der Parteihochschule „Karl Marx“, dass er als Diplom-Gesellschaftswissenschaftler abschloss. Von Juli 1960 bis 1963 fungierte er als Stellvertreter des Vorsitzenden des Rates des Bezirkes sowie Vorsitzender des Bezirkswirtschaftsrates Frankfurt (Oder). Von März 1963 bis Mai 1969 war Mönch Vorsitzender des Rates des Bezirkes Frankfurt (Oder).
Nach einem Studium an der Parteihochschule beim ZK der KPdSU in Moskau (1968/69) war Mönch von November 1969 bis 1971 wissenschaftlicher Mitarbeiter für Grundfragen der staatlichen Führungstätigkeit in der Arbeitsgruppe Staats- und Wirtschaftsführung beim Ministerrat der DDR. 1972/73 leitete er die Beratergruppe beim Ministerrat der Volksdemokratischen Republik Jemen. 1973 wurde er  Abteilungsleiter für Fragen der Staatlichen Leitungstätigkeit im Büro des Ministerrates. Von 1974 bis 1980 fungierte er als Stellvertreter des Leiters der Staatlichen Verwaltung der Staatsreserve beim Ministerrat. Von 1981 bis 1989 war er wissenschaftlicher Mitarbeiter im Sekretariat des Ministerrates und ging abschließend in den Ruhestand.

## Auszeichnungen
- Verdienstmedaille der DDR (1960)
- Vaterländischer Verdienstorden in Bronze (1964)
- Vaterländischer Verdienstorden in Silber (1989)[1]